# Казанова на Фредерико Фелини
„Казанова на Фредерико Фелини“ (на италиански: Il Casanova di Federico Fellini е италиански филм, биографична драма от 1976 година на режисьора Федерико Фелини. Сценарият е написан от Фелини в съавторство с Бернардино Дзапони, базиран на „Историята на моя живот“ на Джакомо Казанова. Главната роля се изпълнява от Доналд Съдърланд.

## Сюжет
Разказът е под формата на спомени на възрастния Казанова за дните на младостта. Историята му е безкрайна серия от случайни връзки, буйни и странни романи, съблазни и изоставени жени в различни европейски градове. Сексуалните отношения с болна анемична девственица я връщат към живота. В друга сцена Казанова прави секс на сцена със съблазнителна монахиня пред скрит богат воайор. Следващият епизод е любовен дуел, където Казанова е изправен пред млад съперник в борба за повече на брой оргазми с една жена наведнъж. Всички тези цветни мимолетни спомени изглеждат като невъзможно търсене на женски идеал. И в края на историята Казанова, независимо дали в сънища или в действителност, намира това, което е търсил. Това е бездушна кукла, манекен, с който Казанова се съвкуплява в последната сцена.

## В ролите
| Изпълнител                 | Роля                       |
| -------------------------- | -------------------------- |
| Доналд Съдърланд           | Джакомо Казанова           |
| Тина Омон                  | Хенриета                   |
| Сисели Браун               | Мадам д’Урфе               |
| Кармен Скарпита            | Мадам Шарпильон            |
| Клара Алгранти             | Марколина                  |
| Даниела Гати               | Гизелда                    |
| Адел Анджела Лоджодиче     | Розалба, механичната кукла |
| Джон Карлсен               | Лорд Талу                  |
| Даниел Емилфорк Беренстайн | Маркиз Дю Боа              |
| Маргарет Клементи          | Сестра Мадалена            |
| Силвана Фузакиа            | Изабела                    |
| Олимпия Карлизи            | Сестрата Изабела           |

## Награди и номинации
- 1977 - Награда „Оскар“ за дизайн на костюмите - Данило Донати
- 1977 - Номинация за „Оскар“ за най-добър адаптивен сценарий - Федерико Фелини и Бернардино Дзапони
- 1977 - Награда „Давид на Донатело“ за най-добра филмова музика - Нино Рота